# Liste der Flaggen in Thüringen
Diese Liste zeigt die Flaggen in Thüringen mit seinen derzeit 17 Kreisen und 5 kreisfreien Städten. Weitere Flaggen sind über die Navigationsleiste am Ende der Seite erreichbar.

## Landesflagge und Dienstflagge
| Bundesland | Hissflagge                | Kommentare |
| ---------- | ------------------------- | --- |
| Thüringen  | Landesflagge 3:5 oder 1:2 | Durch Gesetz festgelegt am 11. April 1991: „Das Wappen des Landes Thüringen bildet ein aufrecht stehender, achtfach rot-silbern gestreifter, goldgekrönter und goldbewehrter Löwe auf blauem Grund, umgeben von acht silbernen Sternen. Die Urzeichnung des Wappens wird im Thüringischen Staatsarchiv aufbewahrt. Die Landesfarben sind weiß-rot.“ Entsprechend heißt es in der Verfassung des Freistaates Thüringen: „Die Landesfarben sind weiß-rot. Das Wappen des Landes bildet ein aufrecht stehender, achtfach rot- silber gestreifter, goldgekrönter und goldbewehrter Löwe auf blauem Grund, umgeben von acht silbernen Sternen.“ Die Verordnung zur Ausführung des Gesetzes über die Hoheitszeichen des Landes Thüringen vom 11. April 1991 legt ausführlicher fest: „Die Landesflagge besteht aus je einem gleich breiten weißen und roten Längsstreifen. Breite und Länge der Flagge müssen mindestens ein Verhältnis von 1 zu 2 besitzen. Die Landesdienstflagge ist die Landesflagge, die in der Mitte das Landeswappen jeweils senkrecht zeigt. Landesflagge und Landesdienstflagge können in senkrecht oder waagerecht gestreifter Form nach dem Muster der Anlage 2 oder Anlage 3 verwendet werden.“ |
| Thüringen  | Dienstflagge 3:5 oder 1:2 | Durch Gesetz festgelegt am 11. April 1991: „Das Wappen des Landes Thüringen bildet ein aufrecht stehender, achtfach rot-silbern gestreifter, goldgekrönter und goldbewehrter Löwe auf blauem Grund, umgeben von acht silbernen Sternen. Die Urzeichnung des Wappens wird im Thüringischen Staatsarchiv aufbewahrt. Die Landesfarben sind weiß-rot.“ Entsprechend heißt es in der Verfassung des Freistaates Thüringen: „Die Landesfarben sind weiß-rot. Das Wappen des Landes bildet ein aufrecht stehender, achtfach rot- silber gestreifter, goldgekrönter und goldbewehrter Löwe auf blauem Grund, umgeben von acht silbernen Sternen.“ Die Verordnung zur Ausführung des Gesetzes über die Hoheitszeichen des Landes Thüringen vom 11. April 1991 legt ausführlicher fest: „Die Landesflagge besteht aus je einem gleich breiten weißen und roten Längsstreifen. Breite und Länge der Flagge müssen mindestens ein Verhältnis von 1 zu 2 besitzen. Die Landesdienstflagge ist die Landesflagge, die in der Mitte das Landeswappen jeweils senkrecht zeigt. Landesflagge und Landesdienstflagge können in senkrecht oder waagerecht gestreifter Form nach dem Muster der Anlage 2 oder Anlage 3 verwendet werden.“ |

## Flaggen der Landkreise des Freistaates Thüringen

Landkreis Altenburger Land
Landkreis Eichsfeld
Landkreis Gotha
Landkreis
Greiz[Flag_2000 1]
Landkreis Hildburghausen[Flag_2000 2]
Ilm-Kreis[Flag_2000 3]
Kyffhäuserkreis
Landkreis
Nordhausen[Flag_2000 4]
Saale-Holzland-Kreis[Flag_2000 5]
Saale-Orla-Kreis[Flag_2000 6]
Landkreis Saalfeld-Rudolstadt[Flag_2000 7]
Landkreis Schmalkalden-Meiningen[Flag_2000 8]
Landkreis
Sömmerda[Flag_2000 9]
Landkreis
Sonneberg[Flag_2000 10]
Unstrut-Hainich-Kreis
Wartburgkreis
Landkreis Weimarer Land

## Flaggen der kreisfreien Städte

Erfurt
Gera
Jena
Suhl
Weimar

- Erfurt[11]
- Gera[12]
- Jena[13]
- Suhl[14]
- Weimar[15]